# Anders Ahrengren
Anders Andersson Ahrengren, titulerad Sekter Ahrengren, född 1 september 1771 i Örebro, död 8 november 1841 i Stockholm, var en svensk kunglig sekreterare, notabel spelhusvärd och bordellägare i Stockholm. 

## Biografi

### Tidiga år
Ahrengren föddes i Örebro Nikolai församling som son till skomakaren Anders Ahrengren och Brita Stina Almgren. Ahrengren kom till Stockholm vid en ålder av 20 år, då han fick anställning som skrivare hos en lotterikollektör. 1792 kom han att bevittna mordet på Gustav III i Operahuset. Därigenom gjorde han sig bekant med den italienare som ägde spelhuset vid Stora Nygatan.

### Hasardspel
Ahrengren övertog senare spelhuset som han flyttade till Storkyrkobrinken. Genom sitt ägande av Ahrengrenska spelhuset eller Ahrengrenska spelklubben, i sedermera hovskräddares Kaedings hus, växte hans anseende och hans ekonomiska tillgångar. Det Ahrengrenska spelhuset var inrett med "fabelaktig lyx" och besöktes av den stockholmska "gräddan".

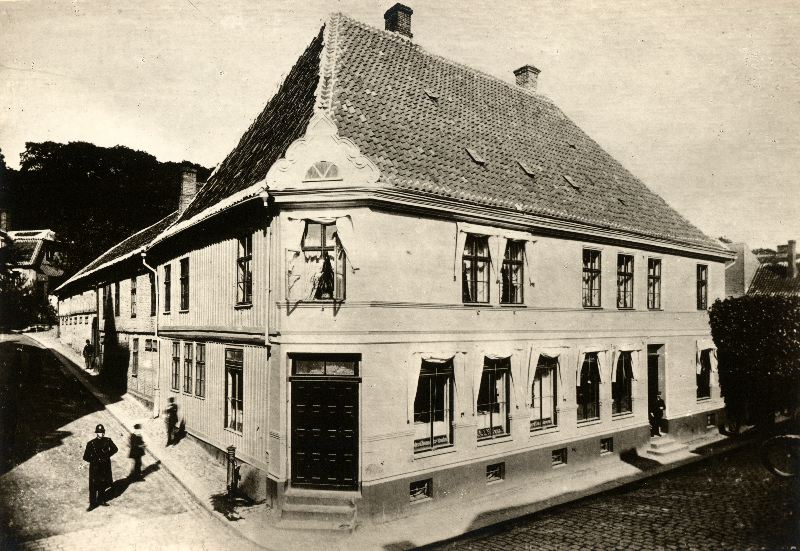
Henckelska gården hyste under en tid på 1800-talet en filial till det Ahrengrenska spelhuset.

År 1832 köpte han Henckelska gården i Helsingborg där han sommartid hyste en filial till sitt spelhus i Stockholm.
Efter en tid vände lyckan för Ahrengren och under riksdagarna på 1820-talet förlorade han ansenliga summor på spel, varpå han 1830 tvingades sälja sitt hus vid Norra Smedjegatan för 33 000 riksdaler banko. Efteråt flyttade han till sin egendom Qvassberg, men återkom sedan till Stockholm och återupptog sin spelhusverksamhet i Keyserska huset vid Röda Bodarna. Då hade hans förmögenhet blivit allt mindre, samtidigt som hans anseende veknade, likaså hade han vid denna tid fått flytta sin verksamhet uti "småklubbarna" i Stockholms gränder.

### Qvisberg
Ahrengren var också ägare till en egendom i Qvisberg i Vadstena, där han 1834 hyste i kolera insjuknade individer, för vilket Ahrengren senare väcktes åtal för till följd av uppvisad vanvård i behandlingen av de sjuka.

### Övrigt
Förutom spelhusvärd var han även ledamot av Arkeologiska sällskapet och kammarskrivare i Kommerskollegium.

## Kultur
Ahrengren och dennes bordellverksamhet som han kamouflerat till en privatvåning på Norra Smedjegatan skildras i romanen Vålnaden från år 1847 av August Blanche, i Carl Fredrik Ridderstads rövarroman Samvetet från år 1851, liksom i Gustaf Thomées Stockholmska promenader.

## Privatliv

### Persona
Ahrengrens utseende och sätt att presentera sig, ska i högsta grad ha varit intagande. I boken Svenska millionärer, författad av Lazarus, antas han vara av "zigenarhärkomst". Han beskrivs vidare, i Svenska Dagbladet i september 1906, ha varit en "fruktad och eftersökt person". Ahrengren beskrevs av sin samtid som egoist men gjorde ändå gärningar som ansågs som goda.

### Familj
Ahrengren ingick aldrig – så vitt känt – något äktenskap, ändå hade han flera utomäktenskapliga barn, bland vilka märks teaterdirektören Oscar Andersson.
Anders Ahrengren avled i ett vindsrum på Regeringsgatan vid en ålder av 70 år, som tiggare; han begravdes på Johannes kyrkogård utan kors eller sten.